# 2. ceremonia wręczenia nagród Stowarzyszenia Nowojorskich Krytyków Filmowych
2. ceremonia wręczenia nagród Stowarzyszenia Nowojorskich Krytyków Filmowych – odbyła się 24 stycznia 1937. Podczas gali wręczono nagrody w pięciu kategoriach – dla najlepszego filmu, reżysera, aktora, aktorki i filmu zagranicznego – za rok 1936.

## Laureaci i nominowani
Opracowano na podstawie materiału źródłowego:

### Najlepszy film
- Pan z milionami
- Jestem niewinny
- Dodsworth
- Żywe cienie

### Najlepszy reżyser
- Rouben Mamoulian – Dla ciebie seniorito
- Fritz Lang – Jestem niewinny
- William Wyler – Żywe cienie i Ich troje

### Najlepszy aktor
- Walter Huston – Dodsworth
- Spencer Tracy – Jestem niewinny
- Gary Cooper – Pan z milionami

### Najlepsza aktorka
- Luise Rainer – Wielki Ziegfeld
- Ruth Chatterton – Dodsworth
- Norma Shearer – Romeo i Julia

### Najlepszy film zagraniczny
- Zwyciężyły kobiety (Francja)[3]
- Pokolenie pobediteley (ZSRR)
- Toni (Francja)